# 老友记剧中人物
美剧老友记塑造了六个主要角色，同时在10季剧中也安插了许多角色贯穿始终。剧中主角在参演老友记之前已经为很多美国人所熟悉，但却没有被当成明星来看待。而当老友记播出后，他们全成为了家喻户晓的明星。该系列剧的创作者大卫·克莱恩让六个人物同样突出，因而该剧也被称赞为第一部真正的群戏。演员们努力保持这种集体的形式而不让某一单独的角色占优势地位。比如他们参与同一类型的颁奖活动，接受集体薪水协议，并且在第一季中为杂志拍摄封面时要求合影。主角们在戏外也成为最好的朋友，曾被报道说客串明星——汤姆·塞莱克有时感觉自己被排除在外。当所有剧集拍摄完成后演员们仍保持着很好的朋友关系，特别是柯特妮·考克斯和珍妮佛·安妮斯頓，安妮斯頓甚至是考克斯的女儿的教母。在官方的告别纪念册《Friends 'Til The End》，每位被采访的主角都认为彼此像家人一样。
在第一季的合约中，每位主角的薪水为22,500美元每集，而第二季他们分别获得了不同的薪水，分别是20,000美元到40,000美元不等。在第三季的薪水谈判之前，虽然华纳兄弟公司更偏爱个人签约，但他们决定集体谈判。结果是他们被付给六人中最少的薪水，也就意味着珍妮佛·安妮斯頓和大衛·史威默的薪水减少了。他们在接下来几季每集的薪水分别是：第三季75,000美元，第四季85,000美元，第五季100,000美元，第六季125,000美元，第七、八季750,000美元，第九季和第十季为一百万美元。

## 「六人」的由來
一開始猶太兄妹羅斯和莫尼卡來到紐約。
後來莫妮卡在祖母阿爾西亞病危住院(後來過世)後偷偷佔住進了祖母遺留下來的公寓，從而認識了祖母原來的房客菲比。
再來，錢德是羅斯的大學室友，出社會後偶然租屋租在莫妮卡家同樓層的對面，
並且透過徵人啟事得到共同分擔房租的演員喬伊。
最後，加入了前來投靠莫妮卡的富家千金高中同學兼好姊妹瑞秋而形成了六人行的「六人」格局。

## 主角
- 珍妮佛·安妮斯頓（Jennifer Aniston） 饰演 （Rachel Karen Green）。

- 柯特妮·考克斯（Courteney Cox） 饰演 （Monica E. Geller，婚後加姓Bing）。

- 丽莎·库卓（Lisa Kudrow） 饰演  （Phoebe Buffay）。

- 麦特·勒布郎（Matt LeBlanc） 饰演 （Joseph "Joey" Francis Tribbiani）。

- 馬修·派瑞（Matthew Perry） 饰演 （Chandler Muriel Bing）。

- 大衛·史威默（David Schwimmer） 饰演 （Ross Eustace Geller）。

## 貫穿全劇的主要配角

### 甘瑟(James Michael Tyler飾演)
甘瑟是Central Perk咖啡店的經理。
甘瑟（Gunther）出現在六個朋友每天的生活里，但他卻從來無法順利打入到他們的內部小圈子，這也變成了一個持續性的笑話。
通常是在幾個主要朋友之外以沒什麼魅力的角色出現的，但讓人迷惑不解的是有時他又被某些劇中人物看作某種性感符號(例如被莫妮卡和羅斯的父母茱蒂定調為她個人的「潛在性幻想對象」)。
甘瑟在前期就迷戀瑞秋甚至半有意的造成了羅斯和瑞秋的第一次分手(這也開始了下面的劇情裡羅斯和瑞秋數次的分分合合)，可是諷刺的是瑞秋一直以為甘瑟是同性戀
甚至鼓勵他說:「有一天某個男子一定會因他而成為世界上最幸運的人」。有些劇迷覺得甘瑟或麥克可以勉強被看成「第七位好友」。

### 醜陋裸男
醜陋裸男（Ugly Naked Guy）是住在莫尼卡與瑞秋公寓對街的鄰居，堪稱是六人行本劇裡塑造最成功的「鏡外角色」(Unseen Charecter)之一。
醜陋裸男是個習慣在家不穿衣服的天然主義者，通常莫妮卡從客廳的窗戶可以直接看到對面醜陋裸男家中的一舉一動，因此在影集中主角們經常偷窺他在幹什麼、
做出評論並發出「噁～！」的感嘆聲而形成笑料。在第四季中期以後想要搬家離開，恰好Ross在找新公寓，于是开始跟醜陋裸男裝熟，便有了这部剧中第一次也是唯一一次入鏡。

### 珍妮絲·利特曼(Maggie Wheeler飾演)
珍妮絲·利特曼（Janice Litman）是錢德數度分分合合的前女友，以讓人發毛的濃重的紐約鼻音和讓天氣立刻晴轉陰的笑聲以及招牌式的「Oh.. my.. God!」聞名。
不過珍妮絲最讓人受不了的地方還是她過於戲劇化的個性，這點甚至愛好女色的 喬伊看到她都和看到鬼一樣，
曾經認為和她共度了一整天(被她稱為「Joey和Janice『歡樂』一日游」)而沒有殺了她絕對是一個巨大的個人進步。
她還和羅斯有過一夜情 (當時她還以為錢德仍然在葉門), 諷刺的是，她竟然覺得羅斯太嘮叨而把他甩了。
珍妮絲是老友記裡面出場次數最多的配角之一。

### 烏蘇拉·布菲(麗莎·庫卓飾演)
烏蘇拉·帕梅拉·布菲（Ursula Pamela Buffay）是菲比的雙胞胎姊姊，原來是同檔期的另外一劇《我為卿狂（Mad About You）》的一個角色，是編劇認為有必要「解釋」為什麼兩個同為麗莎·庫卓飾演的角色會同時出現在同檔期的兩部劇中，編劇們最後協調把她寫成菲比的雙胞胎姊姊。
有趣的是烏蘇拉一角在原劇我為卿狂裡面是一個較邊緣的角色，為主角們常常光顧的餐廳裡的一位差勁的服務生。主要的劇情包括自我為中心、漫不經心的工作態度(永遠記不得客人的訂單)而已(六人行劇中亦有出現我為卿狂劇中的其中兩位女主角客串來到本劇中的中央公園咖啡館卻把在場喝咖啡休息的菲比誤認成「疑似」在該店打工的烏蘇拉的橋段)。烏蘇拉一角是六人行一劇才使得該角色的內容受到進一步的開發。在六人行劇裡烏蘇拉基本上是菲比「更自私、更邪惡的雙胞胎」有對妹妹菲比做出很多惡劣的事情，其中之一包含盜賣妹妹菲比的出生證明使得菲比不僅「少過了一年人生」還讓菲比的中間名永遠石沉大海；以及冒用「菲比·布菲」的名義去演色情電影，使得菲比在街上走路都受到異樣的眼光，但是菲比最後也對烏蘇拉做了「菲比」式的復仇：以「菲比·布菲」的名義領光烏蘇拉拍色情片的片酬，並且以「菲比·布菲」的名義公開責罵「菲比·布菲」(實際上是烏蘇拉)的影迷們是色狼使得他們在自己的女伴前難堪。
烏蘇拉雖然是菲比的雙胞胎姊姊，在劇中卻能明顯看出她比菲比矮，並且在我為卿狂的最後一集中透漏烏蘇拉後來成為紐約州長。

### 蓋勒夫婦(Elliott Gould和Christina Pickles飾演)
傑克·蓋勒（Jack Geller）和茱蒂·蓋勒（Judy Geller）是莫尼卡和羅斯的父母，本身彼此恩愛數十年。
基本上蓋勒夫婦很明顯的偏愛羅斯而時常冷落莫妮卡(這也是莫妮卡極端好勝的心態的由來)，甚至在蓋勒兄妹搬離爸媽家後，羅斯的房間因為「充滿獎盃獎牌」而留做紀念，可是莫妮卡的房間卻隔天就被改建成健身房。(不過傑克後來把自己珍愛的跑車送給莫妮卡算是有點補償。)不過以蓋勒夫婦而言，通常明顯的比較過分的是茱蒂·蓋勒因為她本身有尖酸刻薄的性格(茱蒂·蓋勒曾經透漏她的母親當年也是這樣批她)常常會用反話惡狠狠的酸人讓人十分難堪。可是比較溫和的傑克·蓋勒也不是省油的燈，因為他會時常發表不恰當的言論或在一個情境中做出不洽當的行為，主要是能一臉坦然地說出極端不恰當的言論或對一些敏感或比較隱私的事情「過分的豁達」使得在場所有當事人或有關人士感到十分尷尬和難堪。例如在莫妮卡和羅斯祖母的葬禮上，無意間逮到了喬伊為了收聽超級盃轉播而偷偷「走私」帶入收音機時，竟然「理所當然」的問比分最後甚至和全場男賓客一起聚眾窩在角落收聽。傑克·蓋勒還曾經在羅斯和艾蜜莉的訂婚宴對艾蜜莉的親戚宣布：「如果當初不是我們美國人支援，你們早就給德國滅了！」，另一個經典的例子是在見到錢德的母親諾拉時還大言不慚地問說「請問您是他爹還是他娘?」被茱蒂制止時還說「幹嘛?我從來沒有一隻像這樣的....我甚直沒機會表達『我一點都不在意』。」，可是總結來說，傑克是比較照顧莫妮卡的，因為他會在茱蒂嚴厲的批評了莫妮卡後安慰莫妮卡說「別聽你媽在那邊『唧唧歪歪』。」

### 卡蘿·威利克(首集出場由Anita Barone飾演，之後皆由Jane Sibbett飾演)
卡蘿·威利克(Carol Willick)是羅斯的第一任妻子，本行是一個小學教師。
在本劇開始之前和Ross宣布自己是女同性戀並与他離婚(在回憶裡面羅斯曾興奮不已地跟爸媽報告說新女友卡蘿"PLAY FOR BOTH TEAMS"沒想到一語成讖<羅斯的本意是卡蘿既有參與帶棍球隊又有參與高爾夫球隊的意思，但是"Play for both teams"在英語裡面亦是雙性戀的一種隱晦婉轉的說法>)。
卡蘿離婚後和自己的同性戀伴侶蘇珊結婚，但還是和羅斯保持著良好的朋友關係(他們倆人的互動有點像大家族裡的親戚)，甚至最終同意讓自己第一季生下的孩子班冠上羅斯的姓氏。

### 蘇珊·邦琪(Jessica Hecht飾演)
蘇珊·邦琪(Susan Bunch)是卡蘿的同性戀戀人(而後結婚為伴侶)，本身是素食主義者。
蘇珊和羅斯水火不容，主要是因為羅斯認為她「橫刀奪愛」，她則討厭羅斯彆扭的性格和把羅斯當成情敵的存在。
(因為卡蘿在離婚後仍然和羅斯保持友好的關係讓她不滿)後來，當瑞秋在健身房認識蘇珊時還另羅斯擔心不已，
因為當年羅斯的前妻卡蘿外遇就是在類似的狀況下發生的。

## 其他主要劇中配角
(出場橫跨數季的配角以其首次登場的一季來算)

### 第一季

#### 貝瑞·法柏(Mitchell Whitfield飾演)
貝瑞·法柏(Barry Farber)是瑞秋的前未婚夫，本行是齒顎矯正醫師。
瑞秋在嫁給她的前一刻發現自己根本不愛他而逃婚來投靠高中閨密莫妮卡（根據她的說法，她突然發現她對貝瑞的興趣，還比不上婚禮中的餐點，而且貝瑞越看越像馬鈴薯頭先生 （页面存档备份，存于）），結果貝瑞就和瑞秋原本的伴娘敏蒂去原本計畫好的蜜月旅行，但實際上貝瑞在與瑞秋訂婚的期間就已經劈腿了敏蒂。後來貝瑞與敏蒂訂婚，可是在訂婚期間又重新回來劈腿瑞秋，使得瑞秋十分困擾。後期的劇情中，貝瑞還劈腿過無數次(甚至包括瑞秋的妹妹愛美)，形成了「對妻子不忠」的形象。

#### 敏蒂·杭特(第一季由Jennifer Grey飾演，第二季由Jana Marie Hupp飾演)
敏蒂·杭特(Mindy Hunter)是瑞秋和貝瑞婚禮上的伴娘，可是在婚禮前就和貝瑞有一腿。
在第二季結尾時嫁給貝瑞，可是還是改不了貝瑞愛出去偷吃的個性，最後在第六季時瑞秋透露其與貝瑞宣布離婚。

#### 外婆
外婆(Nana)本名阿爾西亞是羅斯和莫妮卡的母親茱蒂的母親，根據茱蒂的說法
她尖酸刻薄的性格的由來，就是外婆從小到大對她的態度造成，其實外婆才是莫妮卡公寓真正合法的房客，是莫妮卡私底下「侵占」之後才住进去的。但是租客的名义甚至在她過世之後都没有变更。
外婆在第一季時過世，原本家屬趕到醫院時護士就宣布外婆已经走了，結果莫妮卡和羅斯去見最後一面時，外婆卻突然叫了一聲，把大家嚇得直接跑出病房，最后護士來再次「確定」她真的過世
並且由羅斯對外宣布後，大家宣告她「真的走了」。後來，羅斯在整理遺物時無意間發現外婆偷拿的一大把糖粉包還有一張1937年的照片。並發現外婆年輕時長得和莫妮卡幾乎一模一樣，
甚至在「爪哇咖啡館」(Java Joes)還有像他們「六人行」一樣的一幫朋友。外婆是第一個被劇組「賜死」的劇中人物

#### 赫克斯先生(Larry Hankin飾演)
赫克斯先生(Mr. Heckles)是莫妮卡公寓下方一層樓的鄰居，是個獨居的怪老頭。
常常以捶打天花板或叫罵的方式抱怨六個老友太吵，但是老友們常常直接無視他的抱怨，因為他們並沒有太超過的吵鬧。
赫克斯先生常常指責老友們(主要是莫妮卡和她當下的室友)說「你們又來了！又打擾了我的XXX(但是XXX可以是任何天馬行空、無理取鬧的內容)」
赫克斯先生也會常常憑空捏造一些謊話來對人進行指控的行為(例如無緣無故指控老友們「欠他一張鬆餅」，因為他堅稱自己「原本放一塊鬆餅在公寓門口」)。
赫克斯先生在第二季中期突然暴斃(他是第一個被編劇「賜死」的實質劇中要角、第二個被編劇「賜死」的劇中人物)，而後老友們驚訝的發現赫克斯先生的律師找上門來，還宣布赫克斯先生在遺囑中遺留的一堆雜物給「樓上那幫吵雜的臭娘兒們」。
後來的回憶中甚至透露赫克斯先生是喬伊加入老友的行列、最终形成「六人行」局面的關鍵！當時原本錢德面談過後已經相中了一名妹妹是AV女優的攝影師為室友，但是在攝影師搬來的當天赫克斯先生卻突然侵入錢德的公寓並宣稱他才是錢德的「新室友」(錢德還因此驚嚇萬分)，讓攝影師只好摸摸鼻子自己搬走。最後錢德只好認了之後送上門來的喬伊為室友，這也開啟了一段六人行裡面最經典最有趣的室友情誼。

#### 保羅(Cosimo Fusco飾演)
保羅(Paolo)是瑞秋第一季的義大利男朋友，英語說得不是很流利。
在大停電那集， 瑞秋 試著將抓傷羅斯的貓物歸原主時，和Paolo認識(那隻貓原來是他的貓)。
羅斯非常嫉妒保羅並常常拿他英語不流利這點欺負他，後來瑞秋跟他分手，因為菲比发现保羅借着找她按摩時對她进行性騷擾。

#### 風趣鮑比(文森特·溫特萊斯卡飾演)
風趣鮑比(Fun Bobby)是莫妮卡第一季的男朋友，是個幽默風趣但是感情用事的酒鬼。
在其祖母於千禧年前夕過世後酗酒的程度更嚴重，甚至吃喝任何東西都要加酒(其人宣稱那是「愛爾蘭式吃法("making it Irish")」)
第二季在莫妮卡的幫助下戒了酒，卻在成功戒酒後變成了一個性格「極端無趣」的人甚至連錢德都改口稱他為「至極無趣男鮑比」
( "Ridiculously dull Bobby" )結果莫妮卡為了找回他過往風趣的一面，便開始在他面前酗酒，但鮑比卻說「我無法跟一個生活不負責任的人在一起」而把莫妮卡甩了。

#### 大衛(汉克·阿扎里亚飾演)
大衛(David)是菲比第一季的男朋友，是個說話結結巴巴的科學家。
和菲比是在中央公園咖啡館認識，原本台上場唱歌的菲比走去他的桌旁向他抗議說他講話吵到她唱歌，卻在大衛宣稱說他們是在討論她的美後一見鍾情而開始約會。
後來大衛因為其研究被調到明斯克而和菲比分手，大衛曾經在中期回國一日和菲比約會，最後在第九季時因為實驗失敗而回到紐約。

#### 諾拉·泰勒·賓(Morgan Fairchild飾演)
諾拉·泰勒·賓(Nora Tyler Bing )是錢德的母親，是個冷豔性感、作風大膽的色情小說作家。
曾經在電視上公開宣布自己「『欲仙欲死』一陣子後總愛吃『宮保雞丁』」使得錢德從此聽到「宮保雞丁」就會渾身不自在。
在順道拜訪錢德的期間，曾經為了安慰忌妒保羅的羅斯而色誘他甚至和喝醉的他熱吻造成錢德大為不滿。
但是錢德終究找到機會和她母親表示說她這麼做會讓他感到不舒服、不愉快。
由於諾拉和錢德的父親在感恩節晚餐的餐桌上宣布離婚，所以錢德日後的人生開始用俏皮話防衛自己，甚至憎恨感恩節並且
(至少有段時間)拒吃任何「感恩節食物」。諾拉後來最後一次出現在劇中是在錢德和莫妮卡的婚禮中出場，並且告訴錢德
「她曾經擔心他們(她和錢德的父親)把錢德『搞砸成這樣』可能這一天(婚禮)都不會來到」

### 第二季

#### 朱莉(Lauren Tom飾演)
茱莉（Julie）是羅斯在第二季前期的女朋友兼研究所同學，是羅斯去中國出差時好上的華裔古生物學家。
老友裡面所有人除了瑞秋之外其他人都蠻喜歡她。瑞秋對她的不滿主要源於對羅斯的忌妒，瑞秋甚至數次破壞羅斯和茱莉的約會。
羅斯最終因為對瑞秋仍然有感情而和茱莉分手，後來茱莉則是和魯斯(大衛·史威默飾演)交往。

#### 魯斯(大衛·史威默飾演)
魯斯（Russ）是瑞秋在第二季短期交往的男朋友，是一個長相和性格和羅斯幾乎完全一模一樣的人。
他與羅斯的高度相似性(似乎只有職業和羅斯不同，魯斯是一名專功牙周病學的牙醫。他們倆甚至爭吵時還說出完全一模一樣的話做出一模一樣的動作)使得其他老友懷疑瑞秋根本沒有脫離對羅斯的感情(雖然瑞秋宣稱是因為魯斯長得像鮑勃·薩格)，因為跟魯斯約會「基本上就是跟羅斯約會」。值得注意的是，魯斯的姓在他唯一出現的該集並沒有透露，因此有些人從他和羅斯依樣彆扭的個性研判，魯斯很可能是蓋勒家族的遠房親戚。最後剛和瑞秋分手的魯斯和剛跟羅斯分手的茱莉一見鍾情，並開始交往。

#### 崔格先生(Michael G. Hagerty飾演)
崔格先生（Mr. Treeger）是莫尼卡所居住的公寓的管理員，有時會幫老友維修家中弄壞的公寓設施。
曾經拿莫妮卡「非法佔住」公寓這點來威脅喬伊幫助他去舞會上把妹，也曾表示自己以前曾經無意間轉台轉到色情頻道，
享受了一陣子「免費的色情電影」後不小心關了電視，而後再也找不到該頻道而感到「悔恨交加」

#### 李察·柏克(湯姆·謝立克飾演)
李察·柏克（Richard Burke, M.D. ）是莫尼卡在本劇前期(第二季～第三季)的男朋友，是一位大莫妮卡二十餘歲的的眼科醫生，也是蓋勒夫婦的老朋友。
原本自己有一段已結束的婚姻也有長大的兒女和孫子，因此李察不想要孩子，這也成為李察後來和莫妮卡分手的原因。
李察在本劇中後期仍然有偶爾出現或被提起，甚至一度成為錢德效法的對象。

#### 珊度拉·格林(玛洛·托马斯飾演)
珊度拉·格林（Sandra Green）是瑞秋的母親。
由於當初是看上對方的錢(而對方是看上自己的容貌)而結婚，所以婚姻相當不美滿而不喜歡自己丈夫連納德。
夫妻倆互相討厭的程度遠遠超過了瑞秋對貝瑞的無感
(曾經對瑞秋說：「妳沒嫁給妳的貝瑞，但是我有！！」 "You didn't marry your Barry honey, but I married mine.")，後來終於離婚。
離婚後曾一度和關係惡如水火的前夫藍納德不約而同的出現在瑞秋的住處慶生，所以老友只能「為了他倆」舉辦兩場「同時發生」的慶生會以免他們兩人撞見彼此。
(喬伊為了擋住她的視線讓她別撞見連納德甚至當眾熱吻了她，結果她表示：「這是她多年以來參加過最棒的慶生會！！」)

#### 艾斯泰勒·蘭納德(June Gable飾演)
艾斯泰勒·蘭納德（Estelle Leonard）是喬伊的經紀人，是個十足的酒鬼加老菸槍。
不是很專業，時常辦事不利，卻幫喬伊搞到了拉摩雷醫生一角而刺激了喬伊的演藝事業發展。
曾經一度以為喬伊擅自解約而惡意破壞喬伊的演藝事業。(但是喬伊始終是其忠實的客戶。)
除了喬伊之外，她經紀的其他藝人都是一些名不見經傳甚至古怪至極的邊緣人物。
在第十季過世，而菲比因為擔心喬伊會傷心難過而(在喬伊意識到她過世之前)假裝成她打了通電話給喬伊，結果被已經得知其過世的喬伊誤認為是她本人從冥界打電話來而嚇得屁滾尿流。

#### 小法蘭克·布菲(乔瓦尼·瑞比西飾演)
小法蘭克·布菲（Frank Buffay Jr.）是菲比同父異母的弟弟。
是菲比的父親老法蘭克·布菲拋棄母親後第二段婚姻所生。
曾經在和菲比相認之前丟了保險套在(當時於街頭駐唱的)菲比的吉他盒裡面。
第三季時和自己高中的科任老師愛麗絲好上並最終結婚。
第四季時，在衡量高齡產的危險後有點擔心，所以說服菲比幫他們夫婦倆做代理孕母。

#### 艾迪·曼威(亞當·戈德堡飾演)
艾迪·曼威（Eddie Menuek）是錢德第二季時短期的室友，在喬伊演藝事業突破而搬出去住豪華公寓的期間搬進原本錢德和喬伊的公寓居住。
艾迪是一個極端躁鬱、歇斯底里、並且患有包含妄想症等多重精神疾病的怪人。他會因為他的前女友來到住處歸還以前留下的的空魚缸而自行腦補出「錢德睡了他的女朋友導致他們倆分手，並且還殺死了他養的小金魚巴迪」這種情節並因此對錢德大吼大叫。
艾迪另外一點讓人不悅的地方是他似乎有很多怪僻，例如在晚上睡覺時會無緣無故喜歡跑去偷看錢德睡覺(這導致錢德曾經一度晚上跑去睡莫尼卡的沙發，但就算如此晚上不小心撞見前來客廳的莫妮卡時還會嚇得大聲罵人。)
對此錢德曾經批評艾迪說：「連人魔醫生漢尼拔都可能是比他稱職的室友」
最後錢德再也忍受不了艾迪因此偷偷串通好了因為支付不起昂貴房租而決定搬回來的喬伊把艾迪的私物全部扔出去。
當艾迪找上門來質問時假裝自己不認識他並且告訴他自己已經有一個室友，最終導致精神不正常的艾迪以為自己走錯公寓而悻悻然地離開。

### 第三季

#### 馬克·羅賓森(Steven Eckholdt飾演)
馬克·羅賓森（Mark Robbinson）是瑞秋的仰慕者以及短期的同事，原本在餐廳見到和莫妮卡交談
的瑞秋並對她一見傾心，為了能接近瑞秋而用瑞秋夢寐以求的「時尚圈工作機會」來招呼瑞秋。而後果然因為其遊說成功而使得瑞秋進入布魯明黛百貨公司工作
曾經一度試著和瑞秋進一步發展男女關係，也讓羅斯非常忌妒而討厭他。但是馬克和瑞秋最終沒有緣分再一起而這份情無疾而終。
後來(可能因為調職或升官之故)離開了工作崗位，原來的位置被蘇菲取代。
最後在第十季時偶然又遇到了因為種種因素被「炒魷魚」的瑞秋，這時他已經結婚、成家並育有一對雙胞胎。
馬克第十季時再度透過其人脈關係幫瑞秋在Louis Vuitton的巴黎分公司弄到一份工作，但是在最後關頭瑞秋選擇留在紐約和羅斯再一起而最終婉拒。

#### 蘇菲(Laura Dean飾演)
蘇菲（Sophie）是瑞秋在Bloomingdale公司認識的同事。
馬克(可能因為調職或升官之故)離開了工作崗位後，原來的位置被蘇菲取代。
第四季時接露其常常被上司喬安娜欺負而對上司相當不滿。

#### 柯蘿伊(Angela Featherstone飾演)
柯蘿伊（Chloe）是錢德和喬伊在影印店認識的打工小妹。
其人性觀念隨便、可以跟任何人上床(包含已婚者)，並有在一夜情後偷取對方一樣私物的怪癖。
原本邀請了錢德和喬伊一起玩「3P」結果最後沒有成形，
但是卻和因故來到現場並醉得不省人事的羅斯睡了一夜，間接埋下了羅斯和瑞秋第一次分手的「因」
(也因此開啟了羅斯和瑞秋兩人在故事主線中分分合合的孽緣)

#### 胡利歐(Carlos Gómez飾演)
胡利歐（Julio）是莫妮卡在Moondance Diner工作時的同事，莫妮卡的前男友。
胡利歐是個濫情的詩人，在和莫妮卡約會的期間常常可以用詩詞讓莫妮卡「為之傾倒」，但是莫妮卡後來受不了他濫情的性格
和他分手，還很「詩情畫意」的找了理髮師合唱來唱首歌罵他。

#### 比特·貝克(強·法夫洛飾演)
比特·貝克（Pete Becker）是莫妮卡的前男友，是個IT公司的總經理還是一個億萬富豪。
對在Moondance Diner遇到的莫妮卡一見傾心，並支付了大筆的小費吸引莫妮卡的注意。
原本莫妮卡認為他是一個炫富來追女人的人，但是再見到他的誠意後決定和他交往。
後來認為自己在「征服經濟」(ie:發了大財)之後要挑戰「征服物理」而改行成為格鬥運動的選手，
因此莫妮卡在受不了要天天擔心他的安危的情況下和他分手。

#### 凱特·米勒(迪娜·迈耶飾演)
凱特·米勒（Kate Miller）是喬伊在合作演出中認識的一位女演員。
曾經在和喬伊發生一夜情後甩了喬伊讓他倍感震驚(因為以前從來都是他甩別人)
後來曾經有可能和喬伊發展成男女朋友，但是因為放棄不了一個在洛杉磯的演出機會而和喬伊告別。

#### 道格(Sam McMurray飾演)
道格（Doug）是錢德的上司，個性相當自我膨脹、自以為是。
道格常常打員工的屁股來「招呼鼓勵」員工們，可是錢德(以及聽他轉述的其他老友)卻覺得這根本就是性騷擾而感到相當不自在。
甚至後來其他員工還因為他「常常被打屁股」而十分忌妒他，令錢德十分困擾。
員工曾經透漏，以前公司的宴會裡面，錢德曾經帶喬伊去參加
結果造成一場災難讓大家十分討厭喬伊，錢德表示莫妮卡去參加公司的聚會「修復了很多過去的傷痕」。
錢德和莫妮卡後來表示拒絕道格參加他們的結婚典禮，因為他們逮到道格曾經在他們訂婚宴的冰雕上小便。
道格在第八季時於其妻離婚，之後變得自暴自棄，還有多次性騷擾遭到逮捕的紀錄。道格後來邀請錢德錢德夫婦與其功進晚餐
但是因為「冰雕事件」而無法原諒他的莫妮卡壓根兒就不想去。所以錢德只好撒謊說他和莫妮卡分居中，誰知道
道格竟然帶他去聲色場所……

#### 邦妮(Christine Taylor飾演)
邦妮（Bonnie）是菲比的朋友，羅斯的女朋友之一。
以前曾經在瑞秋的印象中頂著大光頭。所以當菲比問瑞秋能不能撮和邦妮和羅斯時
瑞秋有點「幸災樂禍」的答應。
沒想到再見到邦妮時她已經改變造型，成為一頭長髮的金髮尤物，由於瑞秋看著她和羅斯在一起十分忌妒，
所以在老友們去海邊小屋度假時向她進讒言，讓她再度理光頭髮變成一個大光頭。

#### 菲比·阿波(Teri Garr飾演)
菲比·阿波（Phoebe Abbott）是菲比在海邊小屋度假期間認識的一位中年婦人。
菲比·布菲後來得知菲比·阿波是自己和烏蘇拉·布菲的生母。
菲比·阿波曾經和法蘭克·布菲和麗麗·布菲有段「3P」的特殊性關係而懷了菲比·布菲和烏蘇拉·布菲。
菲比·布菲在得知自己身世後起初不是很諒解，後來逐漸釋懷。
後來和其他菲比·布菲的親戚一樣，菲比·阿波並沒有出席菲比·布菲的婚禮。

#### 金潔(雪琳·芬飾演)
金潔（Ginger）是錢德短期的女友，喬伊的前女友之一。
是一個裝有義腿的肢障人士，錢德總是對她的義腿這件事感到心裡不能接受。
後來喬伊接露自己曾經和她有段情，并一起到别墅里共度良宵，可是当天夜里被冻醒后随手抓起一件物品就丢到了火堆里，结果发现是義肢，喬伊发觉后無情無義的落荒而逃。
後來錢德逐漸釋懷而和她感情升溫時，她卻因為心理無法接受錢德長了三個奶頭而把錢德甩了。
金潔是第一個和喬伊跟錢德都有過一段情的女人

#### 萊斯利(Elizabeth Daily飾演)
萊斯利（Leslie）是菲比前歌唱搭檔。
原先萊斯利拋棄了菲比去寫電視歌曲，而菲比未曾想原諒她。最終，菲比意識到她想再次成為萊斯利的歌唱搭檔，但當萊斯利建議他們將臭臭貓作為廣告歌曲出售時，這種情況並沒有持續多久。菲比拒絕了這個想法，聲稱她不是為了錢，導致另一場爭吵並且再也沒有和好過。

### 第四季

#### 凱西(Paget Brewster飾演)
凱西（Kathy）是錢德短期的女友，喬伊的前女友之一。
凱西是一個有兼職做演員的醫療研究助理。
原本錢德在中央公園咖啡館見到她和她搭訕，卻發現她當時已經是喬伊的女友。
但是錢德終究對凱西一見傾心，在一起看电视，为得芳心錢德砸錢買下她小時最愛的童書後
兩人感情逐漸升溫。
喬伊終於發現後對錢德相當不滿，甚至差點毀了喬伊和錢德的友情，
結果錢德在感恩節住進一個大木箱子裡面來證明「他和喬伊的友情對她來說多麼重要」。
在獲得喬伊諒解後，錢德和凱西交往了一陣子，可是卻在錢德逮到凱西
背著他偷吃自己的同事尼克時痛苦的甩了她。
凱西是第二個和喬伊跟錢德都有過一段情的女人。

#### 約書亞·柏金(塔特·多諾萬飾演)
約書亞·柏金（Joshua Burgin）是瑞秋短期的男友。
原本是瑞秋被調職到布魯明黛的「個人採購部」時的顧客，在和約書亞好上前
瑞秋有三次計畫約他出去都因故功敗垂成。
其中一次還促成了羅斯和艾蜜莉的一段情，令瑞秋十分忌妒。
(瑞秋為了去約書亞投資的夜店找他，說服羅斯帶艾蜜莉也就是她公司高幹的侄女去看歌劇
結果不但自己在夜店灰頭土臉，出來還看到羅斯和艾蜜莉感情逐漸升溫。)
後來瑞秋終於和約書亞開始交往，只是瑞秋時常拿他們的感情
去和羅斯和艾蜜莉的感情競爭(因為這時羅斯和艾蜜莉兩人已經論及婚嫁)讓約書亞備感壓力，最終和瑞秋分手。
(PS:飾演者Tate Donovan和珍妮佛·安妮斯頓曾經交往過。)

#### 艾蜜莉·沃爾坦(Helen Baxendale飾演)
艾蜜莉·沃爾坦（Emily Waltham）是羅斯第四季的女友、未婚妻、前妻。
本是瑞秋公司高幹的侄女，由於瑞秋為了去約書亞投資的夜店找他，說服羅斯代替自己帶艾蜜莉
去看歌劇而和羅斯互相倾心，在第四季中期以後，兩人的感情迅速升溫，羅斯甚至求婚，也被艾蜜莉接受了。
這使得瑞秋十分忌妒並逐漸與艾蜜莉不合，後來在婚禮的現場，羅斯戲劇性的不小心錯把艾蜜莉叫成瑞秋
使得婚姻當場破裂！原本艾蜜莉還想挽回婚姻，但是向羅斯開出了不准再見瑞秋的條件，但羅斯無法成全導致兩人最終分手，
使得羅斯失敗的婚姻紀錄再添一筆。
(PS:其實原本劇組沒打算這麼早收掉這個角色，但是飾演者Helen Baxendale宣布懷孕不便出演遂決定把艾蜜莉一角提早收掉。)

#### 愛麗絲·奈特－布菲(Debra Jo Rupp飾演)
愛麗絲·奈特－布菲（Alice Knight-Buffay）是菲比同父異母的弟弟小法蘭克·布菲的妻子。
曾經是小法蘭克的高中老師
第三季時和自己以前的高中學生小法蘭克·布菲好上並最終結婚，兩人有相當肉慾的夫妻關係。
第四季時，在衡量高齡產的危險後有點擔心，所以小法蘭克說服菲比幫他們夫婦倆做代理孕母。

#### 喬安娜(Alison LaPlaca飾演)
喬安娜（Joanna）是瑞秋在進入布魯明黛後第一位上司，也是錢德的前女友之一。
第三季時，對錢德一見傾心而委託瑞秋介紹錢德與其約會，日後錢德向其他老友表示他對喬安娜印象很差，喬安娜卻對瑞秋說她對錢德印象很好。
第四季時曾經再度和錢德好上，並發展性關係。但是錢德也發現其喜歡把性伴侶用手銬鎖在定點的怪癖。
曾經把半裸的錢德鎖在其辦公室一天一夜造成錢德相當大的麻煩。
喬安娜對待自己的屬下蘇菲十分刻薄，常常欺負她。
後來在瑞秋申請升遷的面談上恣意說瑞秋的壞話導致瑞秋陞遷失敗，卻透漏說其實是不願工作能力優秀的瑞秋離開她而這麼做，並表示會申請提高瑞秋的薪水福利
殊不知當晚死於車禍並且未在下班前提出瑞秋的申請使得瑞秋的福利提升也徹底告吹。
歿後，先前長期遭受喬安娜欺侮的同事蘇菲得知其死訊，難掩喜色。
喬安娜是六人行中第二位被編劇「賜死」的要角。
(也是第三位死於劇中的人物，第一位是莫尼卡和羅斯的外婆，第二位是赫克斯先生)

### 第五季

#### 丹尼(喬治·紐博恩飾演)
丹尼（Danny）是瑞秋第五季短期的男友，是個登山家。一開始不修邊幅的形象(可能是剛從長期露宿的生活回來都市)讓在公寓儲藏室撞見他的莫妮卡和瑞秋以為他是雪人而拿防狼噴霧噴他。侯來鬍子刮乾淨後證實是一個讓瑞秋一見傾心的大帥哥，並且在莫妮卡有意搓合之下成為一對(雖然她們兩人都曾經不小心把丹尼叫成「雪人」)，原本一切看似美滿，卻在大家認識丹尼的妹妹克莉絲妲(Krista)後變了調，因為丹尼和其妹克莉絲妲有著誇張到令旁人感到尷尬和不可思議的「肌膚相親」的習慣，令尷尬不已的瑞秋最終受不了便和丹尼分手。

#### 蓋瑞(邁克·拉帕波特飾演)
蓋瑞（Gary）是菲比第五季短期的男友，本行是一個警察。一開始由於菲比正拿著一個撿到的警徽在假扮警察(本人宣稱是「防禦大自然」)偶然撞見，並且因為自己假警察的身分被拆穿而落荒而逃。後來蓋瑞透過調查菲比的背景查到莫妮卡的公寓(前住處)，但卻是找她出去約會而沒有將她逮捕。菲比和蓋瑞的感情生活實際上如何基本上老友們(和電視機前的觀眾)不得而知，只知道這段關係非常的肉慾，常常離不開床笫之間的事情，這個現象甚至刺激到好勝心強的莫妮卡使其想在「哪一對做愛做的事比較多」的這個議題上勝出而天天找錢德「做愛做的事」而使得錢德備受困擾。在菲比和蓋瑞在一起沒多有以後蓋瑞便迅速提議同居使得菲比感到茫然不自在，甚至還找(大家都知道對「定下來」有心理障礙)的錢德去和蓋瑞溝通
或不積極找房子試圖打消他同居的念頭。後來蓋瑞宣布他「很愛菲比並且想給她幸福」之後菲比欣然接受同居，但是由於菲比看到蓋瑞拿槍射殺「早上叫得太大聲的小鳥」後只同居了一天便和他分手。

#### 澤納先生(邁克·拉帕波特飾演)
澤納先生（Mr. Zelnar）是瑞秋後來跳槽到拉夫·勞倫時的面試官和上司，是一個忠於公司、對上班嚴謹的上班族。
瑞秋在面試時曾經在情急時親了他造成她認為面試完蛋了。澤納先生有一個兒子也叫做羅斯並且喜歡恐龍，羅斯後來拿這點化名「榮恩」(Ron)替
偷偷跑去古馳被逮而遭到開除的瑞秋關說，使得瑞秋最後重新得到這份工作機會。(但是事後一直以為羅斯叫做榮恩)

#### 金姆(乔安娜·格利森飾演)
金姆是瑞秋在拉夫·勞倫時工作的另一位上司，是個有抽菸的人。
瑞秋曾經為了接近她給她提意見而假裝自己也在抽菸，卻弄巧成拙的讓金姆以為瑞秋是個戒菸很多次都失敗的老菸槍而恐嚇她說
「如果再看到她抽就把她『炒魷魚』」，而後聽到菲比宣布自己親了拉夫·勞倫之後聽成親的人是瑞秋而處處刁難她，
因為金姆以為瑞秋親拉夫·勞倫是為了要取代自己的職位，但是在親眼看到拉夫·勞倫「給瑞秋人類史上最冷淡的凝視」以後
便感到釋懷，同时也说出自己跟复印小弟有过暧昧关系。

### 第六季

#### 婕兒·格林(麗絲·韋花絲潘飾演)
婕兒·格林(Jill Green)是瑞秋的么妹，亦是羅斯第六季短期的女友。
當初聽聞父親說「瑞秋是他唯一感到驕傲的女兒」(因為漸漸獨立)後來紐約投靠瑞秋。和瑞秋不同的是，因為他牢記著父親信用卡的號碼和密碼，所以「第一步、戒斷信用卡」就宣告失敗。
曾經為了氣自己的姊姊瑞秋遂和羅斯一度發展成戀人關係，但是羅斯知道如果真的和婕兒再一起便會從此和瑞秋絕緣，在內心深處還有那麼一點渴望和瑞秋再續前緣的狀況下，羅斯終究和婕兒分手。

#### 伊莉莎白·史蒂文斯(Alexandra Holden飾演)
伊莉莎白·史蒂文斯(Elizabeth Stevens)是羅斯第六季短期的女友，本身是羅斯大學課堂上的學生，小羅斯12歲。
原本秘密仰慕羅斯並且在「匿名教授評量問卷」的意見欄裡面送上的一篇情書，後來被羅斯查出身分後和羅斯開始「祕密」的交往(因為教授和學生拍拖違反校規會被開除)。
伊莉莎白本身個性青春外放(和其他同齡的大學生一樣)和個性古板甚至較其他老友老成的羅斯顯得相當大的反差。
在春假期間羅斯曾經為了阻止她「出遠門去跑趴結果認識其他男生」一路陪她到佛羅里達州去，也曾為了她和她「硬漢形象」的父親保羅·史蒂文斯(Bruce Willis飾演)鬥智數回，
最後因為羅斯覺得她太幼稚而分手(令羅斯受不了的是：當羅斯帶她去正式的文化場合看音樂劇時，她滿腦子只想「丟水球」)，在分手後羅斯曾經後悔並考慮複合，但最後在路過她家樓下時被她從陽台上砸的水球證明自己的決定是對的。

#### 保羅·史蒂文斯(布鲁斯·威利斯飾演)
保羅·史蒂文斯(Paul Stevens )是羅斯的學生兼女友伊莉莎白·史蒂文斯的父親和瑞秋第六季短期的男友，本身是個擁有「硬漢形象」的單親爸爸。
由於伊莉莎白的母親在其幼年便英年早逝，保羅獨自一人扶養伊莉莎白長大使其人對伊莉莎白有極端強烈的保護心態。因此極度討厭羅斯，只要逮到任何機會都不會放過對羅斯的批判和挖苦。曾經一度在羅斯(和其他五位好友)努力討好他(但是失敗)的情況之下對羅斯稍微有點好感，覺得他「好像也沒那麼遭」但卻馬上翻臉，甚至對羅斯的態度趨近強硬，並且威脅要告密害羅斯被大學開除。保羅後來和瑞秋曾經有一段情，這讓羅斯非常不爽(因為當初他反對羅斯和他女兒就是因為年紀的差距，結果自己也來這套!)直到瑞秋說他會盡量在保羅面前提升羅斯的形象才逐漸釋懷。後來在伊莉莎白邀請羅斯到家族度假小屋的同一個周末邀請了瑞秋一起去了度假小屋，並且無意間讓羅斯撞見自己「硬漢形象」形象的背後，實際上是個極度缺乏自信和安全感的懦弱男人，每天要對這鏡子「發狠勁兒」才能建構出世人面前的「硬漢形象」，後來羅斯便拿這點要脅他說要抖出去讓瑞秋知道，終究使得他放了羅斯和伊莉莎白一馬。保羅也像瑞秋透漏小時候被霸凌以及父母冷淡的對待(從來不「抱抱」)讓他成為一個極度缺乏安全感的男人，而後瑞秋發現他竟然只要一聽到「雞」(因為小時候曾被取綽號叫「小雞孩」〈Chicken Boy〉)或者是「抱抱」就會崩潰大哭，最後令瑞秋忍無可忍便和他分手。(當初布魯斯·威利因為和飾演錢德的馬修·派瑞打赌輸了變同意參與劇組的演出，並且將片酬捐為公益。)

#### 珍寧·勒瓦(艾麗·麥花遜飾演)
珍寧·勒瓦(Janine Lecroix )是喬伊在錢德於第六季搬出去和莫尼卡同居之後喬伊招募來的新室友，也是喬伊短期的女友。
珍寧是一位來自澳洲的專業舞者。喬伊原本對珍寧的一些女性化的家內擺飾感到非常不自在，怕在這個環境下待久了「自己會逐漸變成娘娘腔」要求她把那些擺飾丟掉，但是卻發現自己在「重回男子氣概」之後似乎比較不快樂所以又讓她把那些擺飾拿回來。喬伊原本是被她的外貌吸引(這也是當初招募她的原因)，但後來也逐漸的喜歡了她的人格，但無奈的是「郎有情，娘無意」(喬伊甚至連招牌的"How you Do'in"都用上了仍然沒效)但是最終被喬伊的誠心打動所以和喬伊有了一段情。(她是少數令喬伊動真情的女生之一)無奈的是後來由於和錢德和莫尼卡不合而試圖說服喬伊一起搬出去，但是喬伊卻放不下錢德和莫尼卡所以拒絕導致兩人分手。然後珍寧獨自搬離喬伊的公寓。

### 第七季

#### 陶格·瓊斯(埃迪·卡希爾飾演)
陶格·瓊斯（Tag Jones）是瑞秋第七季短期交往的小鮮肉男友，個性孩子氣。
當初甚至在履歷表上寫著「三年的油漆房子經歷」和「在TGIF幹了整整兩個夏天!」(兩者都是美國青少年典型的打工而非正職的經歷)
，可是瑞秋卻因為他容貌英俊而私心的選了他當自己的助理。後來一度發展為戀人，不過瑞秋覺得他不夠成熟遂在30歲生日那天甩了他，後來陶格一度想找瑞秋復合，但最終卻被瑞秋已育有女兒艾瑪這回是嚇跑。
陶格和羅斯有一模一樣的紅色上衣，導致當瑞秋懷孕(懷上艾瑪)時大家一度懷疑艾瑪的父親是他，因為几个人搜集到的线索最终指向「孩子的爹有這麼一件紅色毛衣」這件事。

#### 查爾斯·賓(凯瑟琳·特纳飾演)
查爾斯·賓（Charles Bing）是錢德的父親，現在是個風情萬種、作風招搖的跨性別變裝皇后。
在錢德九歲那年的感恩節上，他的爸爸宣布自己是一個同性戀，他要和妻子離婚。雖然他母親安慰說不是因為不愛錢德，而是因為他「寧願和他們家的男僕睡也不願和她睡」，這終究成為錢德憎恨感恩節、抽菸、以及有時舉手投足上性別錯亂的原因。(依照錢德的回憶：該男僕馬上接著用娘娘腔的口氣說「再要一些火雞嗎？錢德先生」。但是每次錢德提起這個令他不快的回憶，該男僕說話的腔調總是不一樣，甚至口音還一次比一次重。)婚後和前妻諾拉形同水火，見面總是免不了反唇相譏。(以此可見錢德的機智幽默的反諷能力似乎是遺傳自兩老。)
依照錢德的回憶，查爾斯後來成為一個變裝皇后，總是在他參加校隊的游泳賽時帶著一頂「滿頭都是各種水果」的帽子盛裝打扮成各種當代好萊塢影后出場為他加油，並且都會在比賽結束後把頭上帽子裡的那些水果分給他的同班同學和校隊隊友作為賽後的「健康小點心」讓他體會「超越十分尷尬難堪」的狀態。
後來他來到拉斯維加斯著名的四皇后賭場飯店(Four Queens)，以藝名海倫娜·手籃(Helena Handbasket)表演以同性戀為主題的歌舞秀「賭城基情」(Viva Las Gaygas)並且倚靠情人加拉包迪先生(Mr. Garibaldi)談伴奏。
錢德在出社會以後逐漸與查爾斯疏遠，甚至拒絕與他聯絡。直到後來在錢德和莫妮卡婚禮的前夕
莫妮卡告訴錢德如果不這麼做一定會後悔，他們倆人才決定去找查爾斯和好，並正式邀請他參加自己兒子的婚禮。(對此查爾斯說「他就算失去一切也不想錯過！」)

### 第八季

#### 艾瑞克(西恩·潘飾演)
艾瑞克（Eric）是菲比的姊姊烏蘇拉·布菲的未婚夫，本行是小學教師。
原本和烏蘇拉一同參加莫妮卡的萬聖節派對，但是卻被菲比發現烏蘇拉為了和他在一起說了不少謊話。
在自己對艾瑞克也一見鍾情的狀況之下，菲比告訴艾瑞克關於烏蘇拉說謊的事造成兩人分手。
後來艾瑞克和菲比曾經試圖交往，但是因為菲比和烏蘇拉長的一模一樣感到十分尷尬而終究無法發展出一段情。

#### 帕克(艾力·寶雲飾演)
帕克（Parker）是菲比在乾洗店遇到的男朋友。他對任何事都有"太"正面的評價，導致老友們都不喜歡他，覺得他很煩人。菲比偷聽到她的朋友取笑帕克，憤怒地責罵他們。然而，無論是怎樣的瑣事，他總是不斷地大似宣揚，也把菲比煩到爆炸，最終把他趕出家門。然後他回來問菲比，這是你吵過最棒的架嗎？

#### 蒙娜(邦妮·桑莫薇飾演)
蒙娜（Mona）是莫妮卡餐廳的同事。羅斯和她在莫妮卡與錢德的婚禮上認識，羅斯為了和她同桌而意外換到了兒童桌，被迫和一群小女孩和一位"大"女孩跳舞。在他們開始約會後，瑞秋公開了羅斯就是她肚子裡小孩的父親。羅斯一直不敢跟蒙娜說，直到瑞秋的父親為了瑞秋和羅斯不結婚而當著蒙娜的面怒罵羅斯。和Ross一起出去旅行拍的照片特别好看，蒙娜便问Ross要不要跟她一起把这张照片做成圣诞卡片邮寄给亲朋好友，Ross由于不想再次单身便硬着头皮答应了。當瑞秋與嬰兒有問題時，羅斯經常忘記與她的約會。羅斯為了多參與瑞秋懷孕的過程，而讓瑞秋搬進他的公寓。在情人節被蒙娜發現，因而分手。後來因為羅斯掉了一件褪色鮭魚色襯衫而溜進蒙娜家，被蒙娜抓包。後來蒙娜來找羅斯想要和好，被羅斯拒絕後，想保留鮭魚襯衫當紀念，同樣被羅斯拒絕了。

#### 艾瑪·蓋勒-格林
艾瑪（Emma Geller-Green），瑞秋和羅斯的女兒。

### 第九季

#### 麥克·韓尼根(保羅·路德飾演)
麥克·韓尼根（Michael "Mike" Hannigan）菲比後期交的男朋友(以及後來的丈夫)，家世背景疑似是上流社會出身，
原本是律師後來成為鋼琴家並且曾經有過一段失敗的婚姻，是喬伊無意間找到的陌生人作為菲比的聯誼約會對象。
(喬伊曾經和菲比約定要互相幫對方介紹對象來"Double Date"結果喬伊竟然忘了，並在當天於菲比提起時隨口胡謅說自己介紹了一個"Mike"給她
，在發現自己很不幸沒有認識任何一個"Mike"的時候，慌亂的喬伊跑到了Central Perk隨便呼喊了"Mike!!"結果居然就有這麼一個麥克送上門來)
麥克和菲比能夠這麼「一拍即合」的原因除了麥克剛好喜歡菲比的陰陽怪氣之外(他認為和菲比再一起的話，「每一天都是一場詭異的奇幻旅程」)，麥克和菲比一樣都有幼稚、孩子氣的一面。(這點在他們的婚禮上麥克找了他爸媽的狗來當伴郎可見一班。)
他们曾经因为麦克不想再次结婚而分手，可是后来在第十季还是走到了一起。最后，两个人在大街上举行了露天婚礼，当时还下着雪。莫尼卡和瑞秋是伴娘。乔伊是证婚人。有些劇迷覺得甘瑟或麥克可以勉強被看成「第七位老友」。

## 著名客串配角
(主要為當代巨星客串，大部分角色可能只出現過一集而已)

### 第一季

#### 老喬伊·崔比亞尼(Robert Costanzo飾演)
老喬伊·崔比亞尼(Joey Tribbiani Sr.)是喬伊的父親，是個典型的義大利裔美國人老爹(矮胖、禿頭的形象)，曾經背著喬伊的母親歌蘿莉亞在外面偷吃，卻被喬伊逮個正著而(如同父親教訓兒子般)嚴厲的教訓！後來(在喬伊不諒解的同時)受到妻子歌蘿莉亞的諒解，令喬伊感到不可思議。
衍生劇喬伊 (2004年-2006年)當中則揭露老喬伊的本行是一名水電工，甚至還相當引以為傲！並且表達對兒子喬伊「放棄了這個優秀高尚的職業只為了當演員」一事耿耿於懷。

#### 歌蘿莉亞·崔比亞尼(布伦达·瓦卡罗飾演)
歌蘿莉亞·崔比亞尼(Gloria Tribbiani)是喬伊的母親，在劇中曾經諒解老喬伊外遇並且假裝不知道，宣稱他「因為多這個看起來更快樂」，也因為「羞恥的關係」和歌蘿莉亞婚姻更美滿。似乎是個生活經驗豐富的人，曾在該集「順手一推」就收起了喬伊和錢德公寓的折叠沙發。
歌蘿莉亞亦曾經因為其特殊體質登上婦產科醫學期刊，
由於崔比亞尼一家的兄弟姊妹的出生是她懷胎九個月生下然後馬上懷上下一個

#### 蘿妮·拉帕羅諾(Lee Garlington飾演)
蘿妮·拉帕羅諾(Ronni Rapalono)是老喬伊·崔比亞尼的情婦，本行是名寵物禮儀師。曾經和自己的情人老喬伊約在喬伊和錢德的公寓偷情而被喬伊逮個正著而(如同父親教訓孩子般)嚴厲的教訓！事後卻因此稱讚喬伊「是個好孩子」。

#### 麥克·米契醫生和傑佛瑞·羅森醫生(佐治·古尼和诺亚·怀勒飾演)
麥克·米契醫生和傑佛瑞·羅森醫生(Drs. Michael Mitchell and Jeffrey Rosen)是莫妮卡和瑞秋兩偶然在醫院認識的兩位帥哥醫生，後來兩女甚至邀他們來莫妮卡的公寓約會。由于Rachel没有健康保险，所以在急诊的时候冒用了Monica的保险，結果两个帅哥医生误认为Monica叫Rachel、Rachel叫Monica。在约会过程中Monica和Rachel也因为交换名字而引发征战，互相爆料。後來麥克·米契醫生曾經救活羅斯飼養的猴子馬賽爾。(因為誤食塑膠字母而差點噎死。)

### 第二季

#### 埃李嘉·佛德(布魯克·雪德絲飾演)
埃里佳·佛德( Erika Ford)是喬伊的瘋狂女粉絲，是一個有跟蹤癖而且心智不正常的怪女人。
她極端狂熱甚至變態的迷戀喬伊飾演的拉摩雷醫生。原本一開始喬伊對於自己竟然能「紅到可以有瘋狂女粉絲」感到沾沾自喜，卻在意識到她的信竟然沒有貼郵票時感到十分驚恐(這表示她是透過不知道什麼不正常窺探隱私的方式得到喬伊的住處後直接丟情書在他的信箱而不是靠正常的郵政體系寄信!)。但在埃里佳終於侵入喬伊的公寓後，喬伊發現對方是個大美女竟然屁顛屁顛的跟他出去約會。由於埃里佳似乎心智不正常，所以在約會時不時發出令人喬伊毛骨悚然的瘋狂笑聲並且數度牽起喬伊的手表示「真想把它們吃掉」之外，她似無法分辨電視劇和現實的差別，以為喬伊本人就是拉摩雷醫生，後來甚至一度因為劇中拉摩雷醫生與其他女性角色談情說愛吃醋而跑來喬伊的公寓大吵大鬧，不管喬伊怎麼解釋電視是電視現實是現實都沒用!最後(在老友們刻意誤導下)意識到喬伊實際上是「拉摩雷醫生邪惡的雙胞胎弟弟韓斯」後，決定去找「真正的拉摩雷醫生」而依依不捨的和喬伊道別。

### 第三季

#### 奶奶(Lilyan Chauvin飾演)
奶奶(Nonnie)是歌蘿莉亞的母親，也是喬伊·崔比亞尼的外婆。
奶奶是第一代義大利移民；雖然英語不是很流利，卻似乎聽得懂其他人在說什麼。
個性似乎是個比較強勢而且情感強烈的人，在錢德跑去喬伊家吃飯，順便給崔比亞尼姊妹一個交代時(錢德曾經在喝醉的狀況下睡了其中一位)時，總是替個性無口的瑪莉-安琪拉答話讓錢德想透過乎面名字來認出誰是瑪莉-安琪拉的計畫徹底失敗。
奶奶相當喜歡看電視上喬伊的演出，有一回喬伊發現自己在連續劇中的戲份被砍光時，趕緊請老友們拖住她，自己跑回公寓錄了一段假的片段免得讓奶奶傷心難過。

#### 崔比亞尼七姐妹
喬伊·崔比亞尼是來自一個龐大的義大利裔美國人家庭，家中除了父母和祖母之外有七個姊妹，排行老二的喬伊則是家中唯一的兒子，
剩下的崔比亞尼七姐妹則是彼此之間長相非常相似讓人完全搞不清楚誰是誰，本劇以及衍生劇喬伊最終也沒有透漏七姐妹完整的排行，只知道八個兄弟姊妹彼此之間各自與排行裡面的下一位只差九個月(喬伊的母親歌蘿莉雅還因此以研究項目的名義登上醫學期刊)。在一次Joey公寓中舉辦宴會時，錢德與其中一位發生了一夜情，最後因此也付出了代價。
(詳情請見喬伊的條目)